# Tömeges bevándorlás okozta válsághelyzet
A tömeges bevándorlás okozta válsághelyzet (migrációs válsághelyzet) fogalmát Magyarországon a menedékjogról szóló 2007. évi LXXX. törvény 2015. évi módosítása vezette be.
A törvényjavaslat indokolása szerint:
„A külföldiek tömeges bevándorlására adott kormányzati válasz a hatályos magyar jogi környezetben nem – vagy csak jelentős késedelemmel – adható meg. Ezért indokolt a „tömeges bevándorlás okozta válsághelyzet” fogalmának bevezetése, amely bizonyos jogszabályi rendelkezések módosítását teszi szükségessé. A válsághelyzetet az érintett megyei (fővárosi) rendőr-főkapitány és a menekültügyi hatóság vezetőjének kezdeményezésére, a miniszter javaslatára a Kormány rendeletben rendelheti el. A válsághelyzet elrendelése a jogrendszer általános szabályaitól való eltérést vonja maga után.“
A válsághelyzet kihirdetésére első alkalommal 2015 szeptemberében került sor, ekkor még csak Magyarország néhány megyéjére vonatkozóan. 2016 márciusában már az ország egész területére érvényesen, hat hónap időtartamra meghosszabbítottak. 2017-től kormányrendeletekkel folyamatosan meghosszabbítják a válsághelyzetet újabb és újabb hat hónappal az érvényesség lejárta előtt, annak ellenére, hogy a válsághelyzet fenntartásának a törvényben előírt feltételei közül egyik sem teljesül. A legutóbbi hosszabbítás szerint 2025. szeptember 6-ig érvényes.

## Fogalma
Tömeges bevándorlás okozta válsághelyzetnek minősül
- ha a Magyarországra érkező elismerést kérők száma
  - egy hónap átlagában a napi 500 főt, vagy
  - két egymást követő hét átlagában a napi 750 főt, vagy
  - egy hét átlagában a napi 800 főt meghaladja,
- ha a Magyarországon a tranzitzónában tartózkodók száma – a külföldiek ellátásában közreműködő személyeket nem számítva –
  - egy hónap átlagában a napi 1000 főt, vagy
  - két egymást követő hét átlagában a napi 1500 főt, vagy
  - egy hét átlagában a napi 2000 főt meghaladja.
- ezeken kívül pedig bármely olyan migrációs helyzettel összefüggő körülmény kialakulása, amely valamely település közbiztonságát közvetlenül veszélyezteti.

A tömeges bevándorlás okozta válsághelyzetet az országos rendőrfőkapitány és a menekültügyi hatóság vezetője kezdeményezésére, a miniszter javaslatára a kormány rendeletben rendelheti el. Válsághelyzet esetén az egészségügyi államigazgatási szerv haladéktalanul megvizsgálja, hogy szükséges-e járványügyi intézkedéseket elrendelni.

## Alkalmazható intézkedések
Tömeges bevándorlás okozta válsághelyzet esetén:
- A Kormány rendeletben meghatározhatja a területfelhasználás és beépítés feltételeit.
- Beépítésre nem szánt területen nemzetbiztonsági célból megengedett új építményt építeni, meglévő építményt átalakítani, bővíteni, rendeltetését vagy használati módját megváltoztatni.
- Építés alatt álló tilalom alatt álló területeken szabad nemzetbiztonsági célú építkezéseket végezni
- Az állam vagy a helyi önkormányzat tulajdonosi joggyakorlásában vagy vagyonkezelésében, továbbá a többségi állami tulajdonban vagy önkormányzati tulajdonban álló gazdasági társaságok tulajdonában vagy használatában álló ingó és ingatlan vagyontárgyak legfeljebb hat hónap időtartamra igénybe vehetők, amennyiben az igénybevevő szerv a válsághelyzet kezeléséhez szükséges intézkedést saját erőforrásai terhére csak aránytalanul nagy ráfordítással vagy késedelmesen tudná végrehajtani.
- A miniszter a többségi állami tulajdonban vagy önkormányzati tulajdonban álló gazdasági társaságok számára a tevékenységi körükbe tartozó szolgáltatások nyújtására szerződéskötési kötelezettséget írhat elő.
- A bevándorlók elhelyezésére és fogvatartására szolgáló létesítmények építésével, telepítésével és üzemeltetésével összefüggő közigazgatási hatósági eljárásokat nem kell lefolytatni.

### A rendőrség és a honvédség alkalmazása
A 2015. szeptember 21-én elfogadott 2015. évi CXLII. törvény szerint tömeges bevándorlás okozta válsághelyzetben a rendőrség
- útvonalat, közterületet a forgalom elől elzárhat, a forgalmat korlátozhatja,
- nyilvános és közforgalmú intézmények működését korlátozhatja,
- magánlakásba – külön írásos utasítás birtokában – ellenőrzés, a helyszín megfigyelése és biztosítása céljából beléphet, és ott tartózkodhat,
- területet, épületet lezárhat, és megakadályozhatja, hogy oda bárki belépjen vagy onnan távozzék, illetve az ott tartózkodókat távozásra kötelezheti.

A honvédség fegyverhasználati joggal közreműködik 
- az államhatár őrzésében,
- az államhatár rendjét közvetlenül veszélyeztető konfliktushelyzet és a tömeges méretű migráció kezeléséhez szükséges intézkedések végrehajtásában,
- valamint az államhatár rendje ellen irányuló erőszakos cselekmények elhárításában.

## Kihirdetése
2015. szeptember 15-én a kormány Bács-Kiskun és Csongrád megyére kihirdette a tömeges bevándorlás okozta válsághelyzetet, melyet három nap múlva Baranya, Somogy, Zala és Vas megyére is kiterjesztett.
Miután 2016. március 9-én 0 órától Szlovénia, Horvátország és Szerbia szigorított az illegális bevándorlók beengedésének szabályain, a magyar kormány az egész ország területére érvényes válsághelyzetet hirdetett ki (41/2016. (III. 9.) Korm. rendelet) a menedékjogról szóló 2007. évi LXXX. törvény 80/A. § (1) bekezdés c) pontjára hivatkozva („migrációs helyzettel összefüggő körülmény kialakulása, amely valamely település közbiztonságát közvetlenül veszélyezteti”). Pintér Sándor belügyminiszter a döntést azzal indokolta, hogy a balkáni intézkedések „nem tudni, pontosan milyen reakciókat vált ki a migránsokból”. Az ellenzéki pártok szerint a válsághelyzet kihirdetésének törvényi feltételei nem állnak fenn.

## Meghosszabbításai
2016. szeptember 5-én a kormány 2017. március 8-ig meghosszabbította az egész ország területére érvényes válsághelyzetet.
2017. augusztus 30-án kormány úgy döntött, a válsághelyzetet 2018. március 7-ig meghosszabbítja. Kovács Zoltán kormányszóvivő úgy nyilatkozott, hogy „a tömeges bevándorlás következtében nőtt Európában a terrorveszély, ezért a magyar emberek biztonsága érdekében továbbra is szükség van a határok szigorú ellenőrzésére.” A kormánynak a terrorveszély növekedéséről szóló véleményét viszont nem igazolta semmivel. A Magyar Helsinki Bizottság véleménye szerint a rendkívüli válsághelyzet további fenntartásának semmilyen, a törvényben előírt feltétele nem áll fenn.
2018. február 16-án a kormány a tömeges bevándorlás okozta válsághelyzetet további 6 hónappal, 2018. szeptember 7-ig meghosszabbította. A döntést kihirdető kormányrendeletben nincs indoklás.
A rendkívüli válsághelyzet további fenntartásának azonban semmilyen, a törvényben előírt feltétele nem áll fenn, hiszen az egy napra előírt minimális menekültszám negyedév alatt sem teljesül (lásd a táblázatot).
Szeptember elején a lejárat előtt néhány nappal ismét meghosszabbították, pedig 2018 első négy hónapjában 342-en folyamodtak menedékért, és a rendőrség statisztikája szerint 2018. augusztusban 13 migránst fogtak el az ország területén.
2019 tavaszán a kormány további fél évvel hosszabbította meg a válsághelyzetet, szeptember 7-ig.
A következő féléves hosszabbításról a 217/2019. (IX. 5.) Korm. rendelet intézkedett.
2020. márciusában a kormány a válsághelyzet hatályát 2020. március 6-tól 2020. szeptember 7-ig meghosszabbította.
2020. augusztus 30-án a kormány a válsághelyzet hatályát 2020. szeptember 7-től 2021. március 7-ig indoklás nélkül meghosszabbította. A válsághelyzet fenntartásának egyébként semmilyen, a törvényben meghatározott feltétele nem áll fenn.
2021. február 27-én a kormány a válsághelyzet hatályát 2021. március 7-től 2021. szeptember 7-ig indoklás nélkül meghosszabbította.
2021. szeptember 3-án a kormány a válsághelyzet hatályát 2021. szeptember 6-tól 2022. március 7-ig indoklás nélkül meghosszabbította. 
2022. március 3-án a kormány a válsághelyzet hatályát 2022. március 6-tól 2022. szeptember 7-ig indoklás nélkül meghosszabbította.
2022. szeptember 6-án a kormány a válsághelyzet hatályát 2022. szeptember 7-től 2023. március 7-ig indoklás nélkül meghosszabbította.
2023. február 21-én a kormány a válsághelyzet hatályát 2023. március 7-től 2023. szeptember 7-ig indoklás nélkül meghosszabbította.
2023. szeptember 5-én a kormány a válsághelyzet hatályát 2023. szeptember 7-től 2024. március 7-ig indoklás nélkül meghosszabbította.
2024. március 4-én a kormány a válsághelyzet hatályát 2024. március 7-től 2024. szeptember 7-ig indoklás nélkül meghosszabbította.
2024. szeptember 2-án a kormány a válsághelyzet hatályát 2024. szeptember 7-től 2025. március 7-ig indoklás nélkül meghosszabbította.
2024. november 14-én az Országgyűlés a 2022. évi XLII. törvényt a 2024. évi LIV. törvénnyel módosította, a kormány az Országgyűlés felhatalmazásával a veszélyhelyzetet 2025. május 18-ig indoklás nélkül meghosszabbította.
Egy, Kövér László által a parlament részére 2025. április 1-én benyújtott törvénytervezet a válsághelyzet hatályát 2025. november 14-ig kívánja meghosszabbítani.

## Kritikák
Léderer András, a Magyar Helsinki Bizottság menekültügyi koordinátora közérdekű adatigénylésére az ORFK és a Bevándorlási és Állampolgársági Hivatal azt válaszolta, hogy a válsághelyzet elrendelésére vonatkozó kérelmük indokai 10 évig titkosak. A Helsinki Bizottság álláspontja szerint „Ez az egész titkolózás önmagában is rendkívül súlyos kérdéseket vet fel a jogállami működéssel kapcsolatban. A kormány szeretne felhatalmazást kapni arra, hogy lényegében bemondásra 60 napra teljhatalmat kapjon, miközben alkotmányos alapjogokat függesztene fel. Az ezzel kapcsolatos súlyos aggályokra a kormány eddig rendre sértődötten kikérte magának a feltételezést is, hogy valós terrorveszély nélkül vezetne be ilyen különleges állapotot. Ehhez képest azt látjuk, hogy ez ennél jóval visszafogottabb jogkorlátozásra lehetőséget adó tömeges bevándorlás okozta válsághelyzettel kapcsolatban sem hajlandó magyarázatot adni. Mindannyiunk érdeke, hogy a jogkorlátozásokat kizárólag alapos indokkal, a szükséges mértékben és a szükséges ideig lehessen fenntartani.“ 
A jogszabály kritikusai szerint a válsághelyzetben alkalmazott eljárások nemzetközi egyezményeket és uniós irányelveket sérthetnek. A válsághelyzetben például nem alkalmazhatók a kiskorúakat védő speciális eljárási szabályok. Nincs előírva, hogy a perrel kapcsolatos fontosabb iratokat (pl. a vádiratot és az ítéletet) le kelljen fordítani a vádlott anyanyelvére (2010/64/EU irányelv). A Helsinki Bizottság képviselője szerint a „biztonságos származási és harmadik ország” meghatározása is ellentmond több uniós és ENSZ-iránymutatásnak és a valóságban létező viszonyoknak.